# World Wide Web
World Wide Web（ワールド・ワイド・ウェブ、略名：WWW）はインターネット上で提供されているハイパーテキストシステムである。Web、ウェブ、W3（ダブリュー スリー）とも呼ばれる。

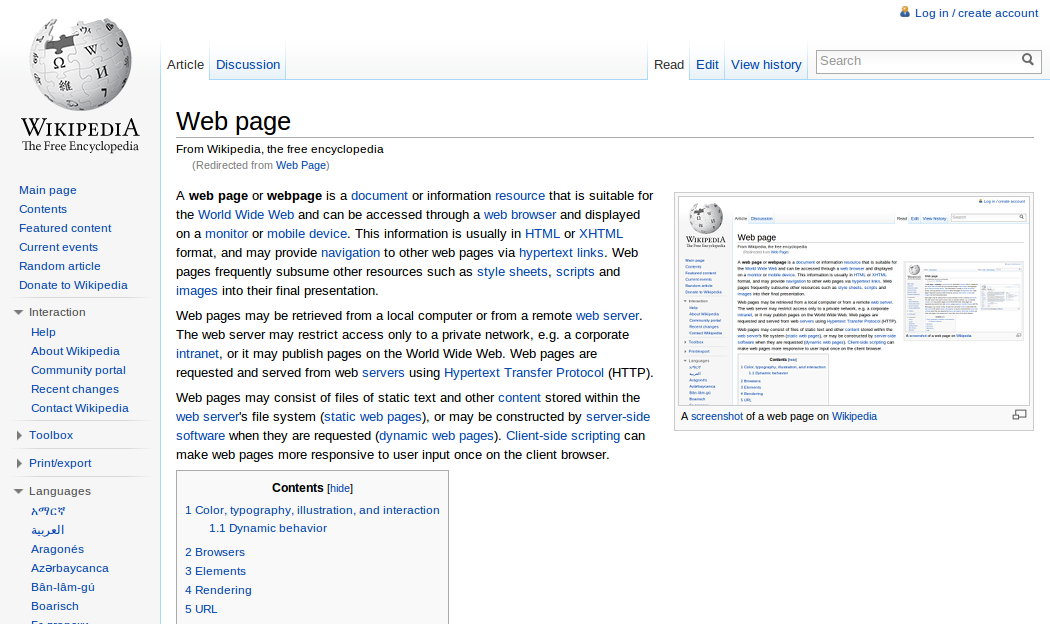
ウェブページは、ウェブブラウザーを使用することで閲覧できる。ウェブブラウザは、通常リンク部分に色を付け、下線を引く。また、ウェブページには画像を表示することができる。

2014年時点での各国のウェブ・インデックスを表した世界地図。

情報提供を担う者はウェブサーバを公開し、一般利用者はウェブブラウザを介してウェブサーバにある情報を閲覧するようなシステムが基本である。1990年代のマルチメディアブームで登場したシステムの内で最も普及したシステムの1つで、技術の進歩に合わせて現在も仕様が更新され続けている。今ではハイパーテキストの枠組みを超えた仕様も追加され、アプリケーションの基盤としても活用されている。また、1980年代に各国で独自に商業展開されていたビデオテックスを置き換えるに至った。
インターネットとWorld Wide Webは非常に混同されやすく、誤解に基づく俗称として「インターネット」という表現がWWWを指す場合もある。その逆で「ウェブ」という表現がインターネットを示す場合もある。Web会議はこれに相当する。

## 概要

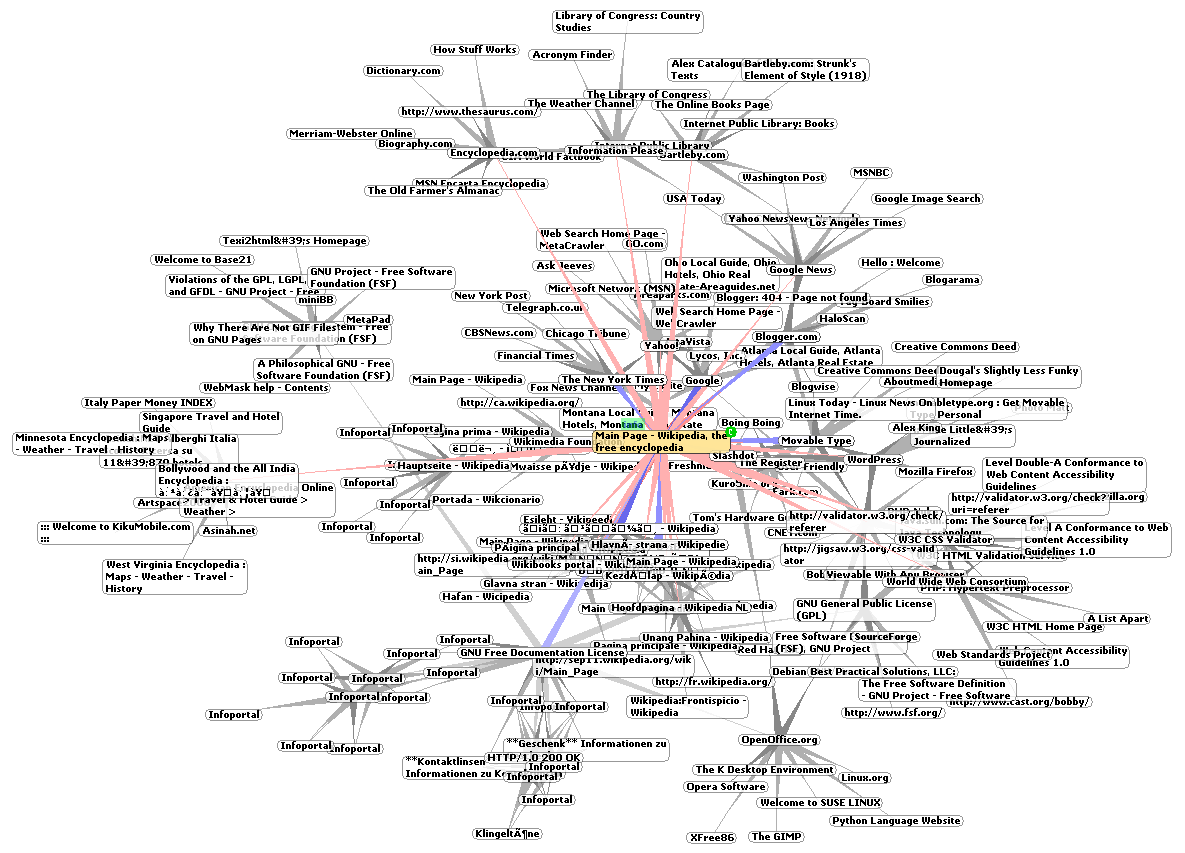
ウィキペディアの周辺の World Wide Web をグラフィック表現したもの。複雑ネットワークの一例でもある。

ワールドワイドウェブではドキュメント（ウェブページ）の記述には主にHTMLやXHTMLといったハイパーテキストの記述言語が使用される。ワールドワイドウェブで使われるハイパーテキストとは、文書中に別の文書のURLへの参照を埋め込むことで（これをハイパーリンクと呼ぶ）インターネット上に散在する文書同士を相互に参照可能にするシステムである。閲覧者は表示している文書中でハイパーリンクが付された箇所をクリックやタップなどする事でハイパーリンク先の文書を表示させることができる。
世界中に張り巡らしたような、文書間のつながり方が蜘蛛の巣を連想させることから、世界に広がる蜘蛛の巣を意味する「World Wide Web」と名付けられた。尚、蜘蛛の巣は現実のケーブルの配線を表しているわけではない。HTMLの記述方式は比較的単純なため、急速に広く普及した。
ワールドワイドウェブにアクセスするためのソフトウェア（ユーザーエージェント）は WWW クライアントと呼ばれる。そのうち、利用者による閲覧を目的としたものは特にウェブブラウザ（WWW ブラウザ、あるいは単にブラウザ）と呼ばれる。また、ワールドワイドウェブのサービスを提供するソフトウェアを「WWWサーバソフトウェア」あるいは単に「ウェブサーバ」という。
ポータル検索エンジンとウェブディレクトリの出現により、ワールドワイドウェブは徐々にその真価を発揮し始めた。数学的な理論に基礎付けられたウェブページの順位決定法を実用化することによって、検索エンジンの首座は一気呵成に確定した。それとは対照的に、すべての分野に亘って個々の事例の集積を要するウェブディレクトリの作成は、継続的で地道な作業によって成し遂げられる辞書の編纂と似ている。前者が数学的手法に依存しているのに対し、後者は分類学的手法によっている点が対照的である。
World Wide Webが実装するハイパーテキストの思想はザナドゥ計画に起源を持ち、その仕様はザナドゥ計画の縮小版とも説明される。但し、World Wide Webで実現されたWebアプリやクラウドコンピューティング等は、厳格なルール運用を想定したザナドゥ計画等の前世代のハイパーテキストシステムの思想を遥かに超えている。

## 歴史
World Wide Webは1950年前後にその起源をもち、1989年に欧州原子核研究機構 (CERN) のティム・バーナーズ＝リーによって発明された。1990年後半にその発明は実装され、1990年12月20日に世界初のウェブページが公開された。その後各国でウェブページが続々と公開され、ビューアー（webブラウザ）の普及やプロトコルの仕様策定を経ながら爆発的に広がり、現在に至る。

### 前史
ハイパーテキストの思想自体は1945年に発表されたMemexと、1959年に開発が開始されたoN Line System、1960年に開始されたザナドゥ計画に起源を持つが、World Wide Webの直接の起源については1980年にティム・バーナーズ＝リーがロバート・カイリューと構築したENQUIRE （エンクワイア）に遡ることができる。その名称は「エンクワイア・ウィズィン・アポン・エブリシング」というビクトリア朝時代の日常生活のハウツー本に由来していて、バーナーズ＝リーが幼少のころを思い出して付けたものである。それは現在のウェブとは大分違うが、根本的なアイデアの多くを含んでおり、更にはバーナーズ＝リーの WWW 後のプロジェクトである セマンティック・ウェブ の考え方をも含んでいた。しかし、ENQUIRE は一般に公表されるまでには至らなかった。

### CERNでの発明・開発と公開

#### 1989: WWWシステムの発明
1989年3月12日、欧州原子核研究機構 (CERN) のティム・バーナーズ＝リーは「Information Management: A Proposal」（情報管理: 提案）を執筆し、ENQUIRE を参照しつつさらに進んだ情報管理システムを描いた。これによってWWWは1989年に発明された。

#### 1990: WWWの実装と公開
彼は1990年11月12日、World Wide Web をより具体化した提案書「WorldWideWeb: Proposal for a HyperText Project」を発表した。実装は1990年11月13日から開始され、その年のクリスマスまでにバーナーズ＝リーらは WWW に必要なツール、ブラウザ（兼エディタ）WorldWideWeb とwebサーバ CERN httpd を構築した。そして1990年12月20日、NeXTコンピュータをサーバーとして人類初のウェブページ http://info.cern.ch/hypertext/WWW/TheProject.html が公開された。

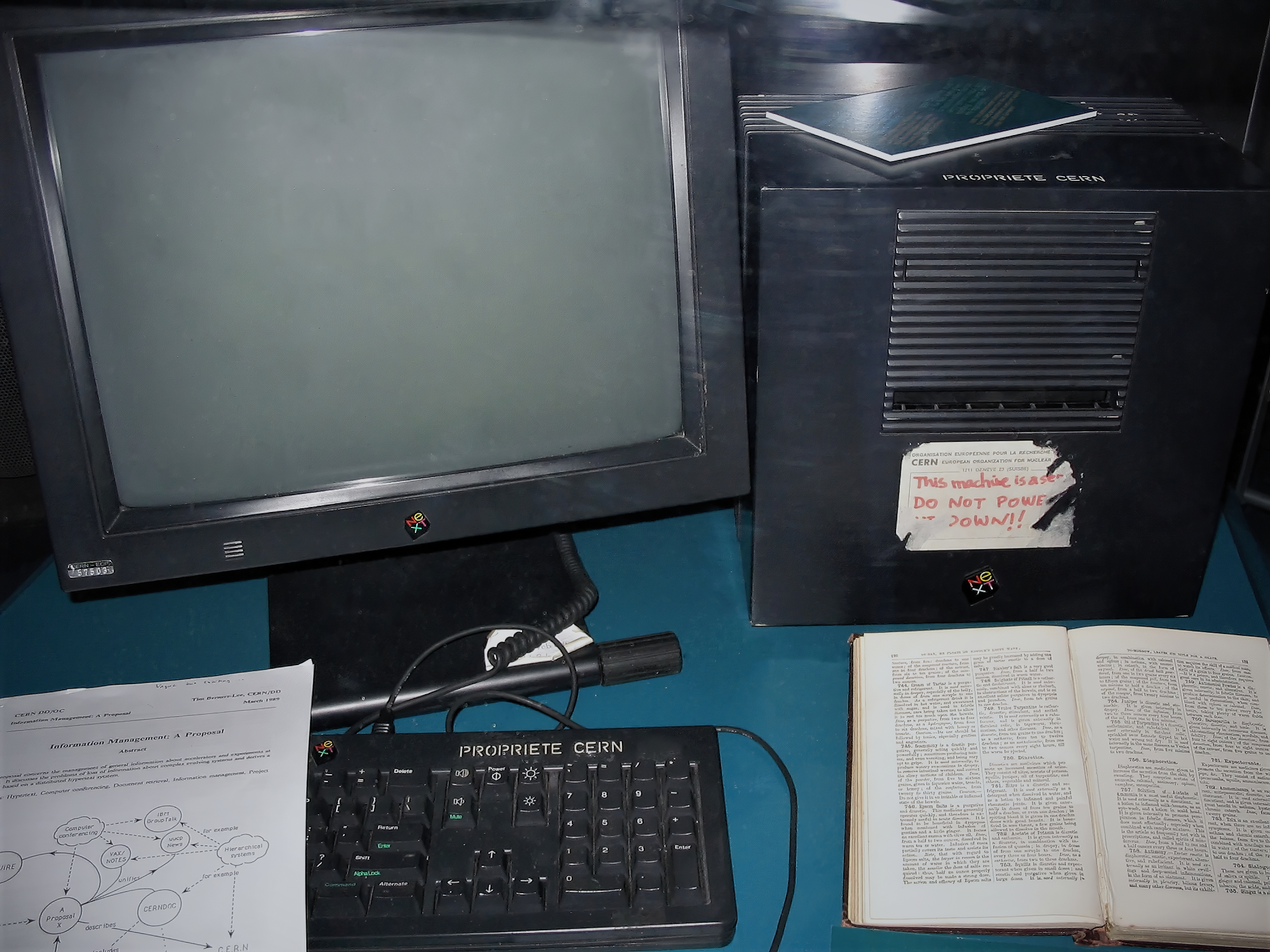
バーナーズ＝リーがCERNで使用していたNeXTcube。最初のWWWサーバとなった。

#### その後
1991年8月6日、彼は World Wide Web プロジェクトに関する簡単な要約をalt.hypertextニュースグループに投稿した。日本では1992年9月30日、高エネルギー加速器研究機構所属の森田洋平が日本最初のホームページを開設した。バーナーズ＝リーらの主張により、1993年4月30日、CERN は World Wide Web を無料で誰にでも開放することを発表した。
バーナーズ＝リーのブレイクスルーはハイパーテキストとインターネットを結合したことである。彼は著書「Weaving The Web」の中で、このふたつの技術の結合は双方の技術コミュニティの協力によって成立することを強調しているが、誰もこの提案を取り上げることはなく、最終的に自分自身でプロジェクトを実行したのである。この過程で彼はURIと呼ばれるグローバルな資源識別子を開発した。
World Wide Web は当時実現していた他のハイパーテキストシステムとはいくつかの点で異なる。
- WWW は、双方向ではなく単方向のリンクを使用する。これにより、何らかの資源の所有者と連絡を取らなくてもリンクすることが可能となった。これによって WWW サーバやブラウザの実装も簡単になっているが、同時にリンク先の資源がいつの間にか無くなるという問題も発生させることとなる。[要出典]
- HyperCardやGopherとは違い、World Wide Web は特定の個人や組織によって独占されておらず、サーバやクライアントを独自に開発し拡張するのも自由にできて許諾を得る必要も無い。[要出典]

開発当初、WWW は文字情報を扱うだけの比較的単純なものであった。しかし1992年、イリノイ大学の米国立スーパーコンピュータ応用研究所 (NCSA) によって、現在のように画像なども扱えるようになった。同校の学生であったマーク・アンドリーセンらは文字だけでなく画像なども扱える革新的なブラウザ Mosaic を開発。そしてこのソフトに改良を加えるために無料でソースコードを公開したため、Mosaic はたちまち普及し、WWW は誰でも手軽に使うことのできる世界的なメディアとなった。
静的な文字・画像の提供からより動的なコンテンツを提供するため、サン・マイクロシステムズの Java技術により、小さなプログラム（アプレット）を直接WWWサーバが提供する情報に埋め込むウェブページが登場した。のちにマクロメディアのFlashとそのプラグインが登場すると、Javaアプレットに取って代わった。アプレットやFlashプラグインを利用したプログラムはクライアント側のコンピュータ上で動作し、高速で豊かなユーザインタフェースを可能とした。Flashプラグインは2000年代に爆発的な普及をみせ、一時期はほぼ全てのウェブブラウザが初期状態で搭載するほどだったが、2010年代に入るとJavaScriptを応用したウェブアプリケーションの発展に押され、Flashプラグインを利用するウェブページは減少した。セキュリティ意識が向上しHTML5を始めとした標準化により同等以上の標準機能が提供されるようになり、Flashプラグインは歴史的役割を終え2020年末に廃止された。
様々な技術へ共通の方法でアクセスするためにウェブの標準化が長く進められてきた。当初すべてIETFのRFCにより標準化が進められ、その後ワールドワイドウェブ特有の技術、HTMLなどは非営利組織である World Wide Web Consortium (W3C) によって標準化が進められることになった。現在、バーナーズ＝リーはW3Cを指導する立場である。W3Cは上記を含めた様々な標準を開発・保守し、ワールドワイドウェブ上のコンピュータが様々な形態の情報を格納してやりとりできるよう尽力している。HTML5の開発に前後してその役割はWHATWGへと引き継がれた。

## 技術

### 仕組み
ワールドワイドウェブはクライアントサーバモデルに基づくシステムである。
ワールドワイドウェブ上の文書などの資源にアクセスするには、まずウェブブラウザにURIを入力するか、文書のリンクをたどればよい。すると、第一段階としてURIのサーバ名を表す部分がドメイン・ネーム・システム (DNS) と呼ばれるインターネットの分散データベースによってIPアドレスに変換される（IPアドレスが直接指定されている場合はこの変換は行われない）。
次に、そのIPアドレスに対応する WWW サーバに対して、URIのスキーム（通信方法などの指定）に従い接続を試みる。プロトコルとしては主にHTTPが使用される。一般的なウェブページでは、文書を構成するHTMLファイルや画像ファイルが要求され、即座に要求元に転送される。
ウェブブラウザは、受け取ったHTMLファイルやCSSファイルにしたがってレンダリングし、画像をはめ込み、リンクをはめ込むなどの仕事を行う。これによって利用者が見ている画面上の「ページ」が生み出される。
多くのウェブページは他の関連する文書へのハイパーリンクを含んでいる。それは例えばダウンロードのページだったり、ソース文書だったり、他の定義だったり、ワールドワイドウェブ上の何かの資源だったりする。このハイパーリンクによって情報の網（ウェブ）が形成される。これによってワールドワイドウェブが構成されているのである。

### 標準規格
ワールドワイドウェブを構成する様々な概念が標準規格化されている。その中でもインターネットを介したハイパーテキストを実現する、最も基礎的な概念として以下の3つが標準化されている。
| 名称                        | 略称 | 内容                   | 標準化団体 |
| --------------------------- | ---- | ---------------------- | ---------- |
| Uniform Resource Locator    | URL  | リソース位置識別子     | WHATWG     |
| Hypertext Transfer Protocol | HTTP | 通信プロトコル         | IETF       |
| HyperText Markup Language   | HTML | ハイパーテキストの構造 | WHATWG     |

他にもプログラムからのドキュメント操作を定義する DOM Standard、HTTPを抽象化した Fetch Standard など、様々な仕様が整備されている。

### JavaScript
JavaScriptはウェブページ操作のためにネットスケープコミュニケーションズが開発したプログラミング言語である。
元来はHTML要素の動的操作（ダイナミックHTML）によるウェブページの装飾等が想定されていたが、JSを介したデータ交換（Ajax）、HTML読み込みに依らないJSによるDOMの全面的操作（シングルページアプリケーション）などの技術が発明された。結果、ネイティブアプリ相当の機能を提供するWeb上のアプリ（ウェブアプリケーション）を作るうえで、JavaScriptは欠かせないWebの要素となった。

## 統計
2001年の研究によれば、ウェブ上の文書は5500億個以上も存在し、その多くは「深層Web」にあるという。
2002年の20億以上のウェブページを調査した結果によると、英語のコンテンツが56.4%で最も多く、以下、ドイツ語 (7.7%) 、フランス語 (5.6%) 、日本語 (4.9%) となっていた。これ以降、中国語のページの増加が目立っている。
2005年1月では、75種類の言語でウェブ検索を行ってサンプリングし、一般に検索可能なWebは少なくとも115億ページ存在するとの結果を得ている。
2006年2月では、静的なページだけでも150億ページ以上、動的に生成されるページを含めると350億ページ以上が存在するとの推定がある。
2014年9月16日には、世界のウェブサイトの総数が10億件を突破したと発表された。

## 社会的影響
ウェブは人類史上最大の規模で個人間の情報交換を可能とした。ウェブを通して、地球全体で多種多様な情報を自由に交換することができるようになったのである。
感情的な経験、政治的考え方、文化習慣、音楽の風習、ビジネスについての助言、芸術、写真、文学などが、人類史上最も安価にデジタル化されて共有・拡散される。ウェブはそれを支える技術と設備の上に成り立っているが、印刷物と違って物理的な形を持たない。そのため ウェブを通じた情報伝播は物理的な量に制限されず、情報を複写するのに大きな手間もかからない。またインターネットを使う利点として、ウェブ上の情報は簡単かつ効率的に検索でき、他のどんな通信手段（郵便、電話など）や実地の旅行よりも早く情報を集めることができる。
すなわちウェブは今まで地上に現れた個人の情報交換媒体としては最も広範囲で遠くまで伝達可能なものである。多くのユーザーが世界各地の人々と情報交換し、他の手段では不可能だったことを可能とするだろう。
ウェブは社会交流を促して、膨大な知識の集積を育み、個々人の地球規模の理解を深める役に立つと示唆する人もいる。一方、多くの人々を仮想世界に閉じこもらせ、好戦性を増大させ、地球規模の管理・支配体制を生み出すのに使われる可能性も持っているとも言われる。

## 備考
「インターネット・サーフィン」という言葉は1992年6月に出版された「ウィルソン・ライブラリー・ビュレッティン」の中のジーン・アーマー・ポリー（司書）の書いた文章から発祥しているという。ポリーは独自にこの言葉を生み出したかもしれないが、1991年から1992年にかけて Usenet で同様の言葉が散見された。更にそれ以前にハッカーのコミュニティで使われていたという証言もある。
英語では、「worldwide」と一語で表記するのが普通だが、「World Wide Web」やその略記の「WWW」英語でも普通に使われるようになった。最初の頃は、単語を連続して書いて単語の先頭だけを大文字にした 「WorldWideWeb」（インターキャップとかキャメルケースといわれ、プログラマが好む命名規則）とか、ハイフンが入った 「World-Wide Web」（英語の本来の使用法に近い）と表記されることも多かった。なお、開発者であるティム・バーナーズ＝リー本人は、『World Wide Web』という言葉は独立した3つの単語からなり、ハイフンは入らないと明確に述べている。
英語では「World Wide Web」より「WWW」の略称が一般的である。ただし、皮肉なことに、「WWW」の方が「World Wide Web」よりも音節数が多く、発音するのにかえって時間がかかる。バーナーズ＝リーによれば、他の人はそれを理由に名前を変えるように助言したが、バーナーズ＝リー本人がこの名称に固執したとのことである。
英語圏の多くの地域では、「WWW」は「ダブリュー・ダブリュー・ダブリュー」と発音されるが、ニュージーランドでは「ダブ・ダブ・ダブ」と発音されることが多い。